# Soon Over Babaluma
Soon Over Babaluma är ett musikalbum av den tyska gruppen Can som lanserades 1974 på United Artists Records. Vid inspelningarna av albumet hade gruppens sångare på dess tre föregående album Damo Suzuki lämnat, och istället sjunger främst Michael Karoli och Irmin Schmidt, men även Holger Czukay. Gruppen fortsätter på albumet med den utveckling av ambient som de påbörjat på det föregående albumet Future Days.

## Låtlista
(alla låtar komponerade av medlemmarna i Can)
1. "Dizzy Dizzy" - 5:40
2. "Come Sta, La Luna" - 5:42
3. "Splash" - 7:45
4. "Chain Reaction" - 11:09
5. "Quantum Physics" - 8:31